# Standard Luik in het seizoen 2019/20
Dit artikel beschrijft de prestaties van de Belgische voetbalclub Standard Luik in het seizoen 2019-2020.

## Spelerskern
| Nr.           | Naam                 | Nationaliteit   | Geboortedatum | Vorige club                       |
| ------------- | -------------------- | --------------- | ------------- | --------------------------------- |
| Keepers       |                      |                 |               |                                   |
| 1             | Jean-François Gillet | België          | 31-05-1979    | KV Mechelen (2015–2016)           |
| 16            | Arnaud Bodart        | België          | 11-03-1998    | -                                 |
| Verdedigers   |                      |                 |               |                                   |
| 3             | Zinho Vanheusden     | België          | 29-07-1999    | Internazionale (2018)             |
| 6             | Miloš Kosanović      | Servië          | 28-05-1990    | Göztepe (2017–2018)               |
| 21            | Collins Fai          | Kameroen        | 13-08-1992    | Dinamo Boekarest (2013–2015)      |
| 23            | Senna Miangue        | België          | 05-02-1997    | Cagliari (2016–2018)              |
| 29            | Luis Pedro Cavanda   | België          | 02-01-1991    | Galatasaray (2016–2018)           |
| 34            | Konstantinos Laifis  | Cyprus          | 19-05-1993    | Anorthosis Famagusta (2013–2016)  |
| 27            | Mergim Vojvoda       | België, Kosovo  | 1-02-1995     | Royal Excel Moeskroen (2016–2019) |
| Middenvelders |                      |                 |               |                                   |
| 19            | Selim Amallah        | België, Marokko | 15-11-1996    | Royal Excel Moeskroen (2017–2019) |
| 8             | Gojko Cimirot        | Bosnië en Her.  | 19-12-1992    | PAOK Saloniki (2015–2018)         |
| 11            | Carlinhos            | Brazilië        | 22-06-1994    | Estoril (2017)                    |
| 15            | Eden Shamir          | Israël          | 25-06-1995    | Hapoel Beër Sjeva (2019–2020)     |
| 20            | Merveille Bokadi     | Congo-Kinsh.    | 21-05-1992    | TP Mazembe (2012–2016)            |
| 23            | Valerij Lutsjkevytsj | Oekraïne        | 11-01-1996    | Dnipro Dnipropetrovsk (2013–2016) |
| 28            | Samuel Bastien       | België          | 26-09-1996    | Chievo Verona (2016–2018)         |
| 30            | Lindon Selahi        | Albanië         | 26-02-1999    | Chievo Verona (2016–2018)         |
| 26            | Nicolas Raskin       | België          | 23-02-2001    | AA Gent u21 (2016–2017)           |
| Aanvallers    |                      |                 |               |                                   |
| 10            | Mehdi Carcela        | Marokko, België | 01-07-1989    | Olympiakos Piraeus (2017)         |
| 17            | Ryan Mmaee           | België          | 01-11-1997    | Waasland-Beveren (2017–2018)      |
| 22            | Maxime Lestienne     | België          | 17-06-1992    | Málaga CF (2018)                  |
| 70            | Orlando Sá           | Portugal        | 26-05-1988    | Henan Jianye FC (2018)            |

- = aanvoerder

## Transfers

### Zomer
| Naam                   | Nationaliteit  | Van/Naar              | Bedrag/Type  |
| ---------------------- | -------------- | --------------------- | ------------ |
| Inkomend               |                |                       |              |
| Denis Drăguș           | Roemenië       | FC Viitorul Constanța | Gekocht      |
| Anthony Limbombe       | België         | FC Nantes             | Gehuurd      |
| Aleksandar Boljević    | Montenegro     | Waasland-Beveren      | Gekocht      |
| Selim Amallah          | Marokko België | Royal Excel Moeskroen | Gekocht      |
| Mergim Vojvoda         | Kosovo België  | Royal Excel Moeskroen | Gekocht      |
| Felipe Avenatti        | Uruguay        | Bologna FC 1909       | Gekocht      |
| Nicolas Gavory         | Frankrijk      | FC Utrecht            | Gekocht      |
| Obbi Oulare            | België         | Watford FC            | Gekocht      |
| Vanja Milinković-Savić | Servië         | Torino                | Gekocht      |
| Uitgaand               |                |                       |              |
| Moussa Djenepo         | Mali           | Southampton FC        | Verkocht     |
| Răzvan Marin           | Roemenië       | AFC Ajax              | Verkocht     |
| Carlinhos              | Brazilië       | Vitória Setúbal FC    | Verhuurd     |
| Valerij Lutsjkevytsj   | Oekraïne       | FK Oleksandria        | Verkocht     |
| Lindon Selahi          | België Albanië | FC Twente             | transfervrij |
| Guillermo Ochoa        | Mexico         | Club América          | Verkocht     |
| Alen Halilović         | Kroatië        | sc Heerenveen         | Verkocht     |
| Uche Henry Agbo        | Nigeria        | SC Braga              | Verhuurd     |

### Winter
| Naam                | Nationaliteit          | Van/Naar          | Bedrag/Type        |
| ------------------- | ---------------------- | ----------------- | ------------------ |
| Inkomend            |                        |                   |                    |
| William Balikwisha  | België, Congo-Kinshasa | Cercle Brugge     | Einde verhuur      |
| Eden Shamir         | Israël                 | Hapoel Beër Sjeva | Gekocht            |
| Uitgaand            |                        |                   |                    |
| Anthony Limbombe    | België                 | FC Nantes         | Einde huur         |
| Sébastien Pocognoli | België                 | Union Sint-Gillis | Contract ontbonden |
| Réginal Goreux      | Haïti, België          |                   | Einde carrière     |
| Renaud Emond        | België                 | FC Nantes         | Verkocht           |
| Paul-José Mpoku     | Congo-Kinshasa         | Al-Wahda FC       | Verkocht           |

### Staf
| Michel Preud'homme     |                           |               |
| Functie                | Naam                      | Nationaliteit |
| Technische Staf        |                           |               |
| Coach                  | Michel Preud'homme (foto) | België        |
| Assistent-coach        | Eric Deflandre            | België        |
| Assistent-coach        | Mbaye Leye                | Senegal       |
| Assistent-coach        | Luigi Pieroni             | België        |
| Keeperstrainer         | Jan Van Steenberghe       | België        |
| Conditietrainer        | Dorian Deflandre          | België        |
| Management             |                           |               |
| Teammanager            | Benjamin Nicaise          | Frankrijk     |
| Algemeen directeur     | Alexendre Grosjean        | België        |
| Bestuur                |                           |               |
| Voorzitter             | Bruno Venanzi             | België        |
| Financieel Directeur   | Philippe Gilis            | België        |
| Scouts                 |                           |               |
| Scout                  | Stan van den Buijs        | België        |
| Directeur Jeugdscout   | Joel Crahay               | België        |
| Directeur jeugdvoetbal | Thierry Verjans           | België        |
| Medische Staf          |                           |               |
| Arts                   | Jan Vervier               | België        |
| Fhysiotherapeut        | Jérôme Tubez              | België        |
| Fhysiotherapeut        | Ludovic Depreter          | België        |
| Fhysiotherapeut        | Julien Detaille           | België        |
| Fhysiotherapeut        | Julien Jaspar             | België        |
| Overige medewerkers    |                           |               |
| Persvoorlichter        | Olivier Smeets            | België        |
| Logistiek Directeur    | Pierro Rossi              | België        |
| Hoofd jeugdopleiding   | Ingrid Vanherle           | België        |

## Jupiler Pro League

### Reguliere competitie

#### Wedstrijden
| Wedstrijddetails                                                                                     | Thuisploeg                                          | Uitslag                       | Uitploeg                                            | Opstelling | Kaarten                                                        |
| --- | --------------------------------------------------- | ----------------------------- | --------------------------------------------------- | --- | -------------------------------------------------------------- |
| Heenronde                                                                                            |                                                     |                               |                                                     | |                                                                |
| 27 juli 2019 18:00 Jan Breydelstadion Brugge Ref.: Alexandre Boucaut Toeschouwers: 4.211             | Cercle Brugge                                       | 0 – 2                         | Standard                                            | Bodart Vojvoda, Kosanović, Laifis, Gavory Bastien, Amallah (74' Limbombe), Cimirot Boljević (59' M. Carcela), Emond , Lestienne (86' Čop)        | 30' Bastien                                                    |
| 27 juli 2019 18:00 Jan Breydelstadion Brugge Ref.: Alexandre Boucaut Toeschouwers: 4.211             |                                                     | 0 – 1 0 – 2                   | 88' Emond 90+4' Limbombe                            | Bodart Vojvoda, Kosanović, Laifis, Gavory Bastien, Amallah (74' Limbombe), Cimirot Boljević (59' M. Carcela), Emond , Lestienne (86' Čop)        | 30' Bastien                                                    |
| 3 augustus 2019 18:00 Maurice Dufrasnestadion Luik Ref.: Nathan Verboomen Toeschouwers: 19.283       | Standard                                            | 4 – 0                         | Zulte Waregem                                       | Bodart Vojvoda, Kosanović, Laifis, Gavory Bastien, Amallah, Cimirot (71' Bokadi) M. Carcela (84' Boljević), Emond , Lestienne (73' Limbombe)     |                                                                |
| 3 augustus 2019 18:00 Maurice Dufrasnestadion Luik Ref.: Nathan Verboomen Toeschouwers: 19.283       | Walsh 2' (e.d.) Lestienne 45+1' Emond 69' Emond 75' | 1 – 0 2 – 0 3 – 0 4 – 0       |                                                     | Bodart Vojvoda, Kosanović, Laifis, Gavory Bastien, Amallah, Cimirot (71' Bokadi) M. Carcela (84' Boljević), Emond , Lestienne (73' Limbombe)     |                                                                |
| 11 augustus 2019 14:30 Stayen Sint-Truiden Ref.: Jonathan Lardot Toeschouwers: 6.487                 | STVV                                                | 2 – 1                         | Standard                                            | Bodart Vojvoda (74' Boljević), Kosanović, Dussenne, Gavory Bastien, Cimirot, M. Carcela Limbombe (55' Mpoku), Emond , Lestienne (80' Čop)        | 9' Lestienne 23' Vojvoda 90+6' M. Carcela                      |
| 11 augustus 2019 14:30 Stayen Sint-Truiden Ref.: Jonathan Lardot Toeschouwers: 6.487                 | De Bruyn 29' Massoudi 37'                           | 1 – 0 2 – 0 2 – 1             | 58' (pen.) Mpoku                                    | Bodart Vojvoda (74' Boljević), Kosanović, Dussenne, Gavory Bastien, Cimirot, M. Carcela Limbombe (55' Mpoku), Emond , Lestienne (80' Čop)        | 9' Lestienne 23' Vojvoda 90+6' M. Carcela                      |
| 18 augustus 2019 14:30 Maurice Dufrasnestadion Luik Ref.: Nicolas Laforge Toeschouwers: 19.164       | Standard                                            | 4 – 1                         | Excel Moeskroen                                     | Bodart Vojvoda, Bokadi, Laifis (90+2' Dussenne), Gavory Bastien, Cimirot, Amallah Mpoku (73' M. Carcela), Emond , Lestienne (81' Fai)            |                                                                |
| 18 augustus 2019 14:30 Maurice Dufrasnestadion Luik Ref.: Nicolas Laforge Toeschouwers: 19.164       | Lestienne 13' Lestienne 22' Amallah 46' Emond 88'   | 1 – 0 2 – 0 3 – 0 3 – 1 4 – 1 | 50' (e.d.) Laifis                                   | Bodart Vojvoda, Bokadi, Laifis (90+2' Dussenne), Gavory Bastien, Cimirot, Amallah Mpoku (73' M. Carcela), Emond , Lestienne (81' Fai)            |                                                                |
| 25 augustus 2019 18:00 Maurice Dufrasnestadion Luik Ref.: Alexandre Boucaut Toeschouwers: 19.737     | Standard                                            | 2 – 1                         | KV Kortrijk                                         | Bodart Vojvoda, Bokadi, Laifis, Gavory (81' Boljević) Bastien, Cimirot (58' M. Carcela), Amallah Mpoku, Emond (71' Limbombe), Lestienne          | 3' Lestienne 23' Lestienne                                     |
| 25 augustus 2019 18:00 Maurice Dufrasnestadion Luik Ref.: Alexandre Boucaut Toeschouwers: 19.737     | Laifis 82' Amallah 89'                              | 0 – 1 1 – 1 2 – 1             | 34' Ocansey                                         | Bodart Vojvoda, Bokadi, Laifis, Gavory (81' Boljević) Bastien, Cimirot (58' M. Carcela), Amallah Mpoku, Emond (71' Limbombe), Lestienne          | 3' Lestienne 23' Lestienne                                     |
| 1 september 2019 18:00 Lotto Park Anderlecht Ref.: Nicolas Laforge Toeschouwers: 20.500              | Anderlecht                                          | 1 – 0                         | Standard                                            | Bodart Vojvoda, Bokadi, Laifis, Gavory Bastien (86' Drăguș), Cimirot, Amallah (67' Limbombe) Mpoku, Emond (71' Boljević), M. Carcela             | 87' M. Carcela 90+5' Mpoku                                     |
| 1 september 2019 18:00 Lotto Park Anderlecht Ref.: Nicolas Laforge Toeschouwers: 20.500              | Saelemaekers 31'                                    | 1 – 0                         |                                                     | Bodart Vojvoda, Bokadi, Laifis, Gavory Bastien (86' Drăguș), Cimirot, Amallah (67' Limbombe) Mpoku, Emond (71' Boljević), M. Carcela             | 87' M. Carcela 90+5' Mpoku                                     |
| 14 september 2019 18:00 Versluys Arena Oostende Ref.: Lothar D'hondt Toeschouwers: 5.242             | KV Oostende                                         | 1 – 4                         | Standard                                            | Bodart Fai, Bokadi, Laifis, Gavory Bastien, Cimirot, Limbombe (72' Boljević) Mpoku, Emond (86' Avenatti), Lestienne (79' M. Carcela)             | 35' Limbombe 40' Fai                                           |
| 14 september 2019 18:00 Versluys Arena Oostende Ref.: Lothar D'hondt Toeschouwers: 5.242             | Sakala 31'                                          | 0 – 1 1 – 1 1 – 2 1 – 3 1 – 4 | 21' Lestienne 54' Bastien 67' Lestienne 80' Cimirot | Bodart Fai, Bokadi, Laifis, Gavory Bastien, Cimirot, Limbombe (72' Boljević) Mpoku, Emond (86' Avenatti), Lestienne (79' M. Carcela)             | 35' Limbombe 40' Fai                                           |
| 22 september 2019 14:30 Maurice Dufrasnestadion Luik Ref.: Wesley Alen Toeschouwers: 18.745          | Standard                                            | 3 – 0                         | KAS Eupen                                           | Bodart Vojvoda, Vanheusden , Laifis, Gavory (84' Fai) Bastien, Amallah (72' Mpoku), Bokadi Boljević (78' M. Carcela), Avenatti, Lestienne        |                                                                |
| 22 september 2019 14:30 Maurice Dufrasnestadion Luik Ref.: Wesley Alen Toeschouwers: 18.745          | Laifis 6' Boljević 27' Boljević 61'                 | 1 – 0 2 – 0 3 – 0             |                                                     | Bodart Vojvoda, Vanheusden , Laifis, Gavory (84' Fai) Bastien, Amallah (72' Mpoku), Bokadi Boljević (78' M. Carcela), Avenatti, Lestienne        |                                                                |
| 29 september 2019 18:00 Maurice Dufrasnestadion Luik Ref.: Bram Van Driessche Toeschouwers: 22.667   | Standard                                            | 1 – 1                         | Sporting Charleroi                                  | Bodart Vojvoda (78' Amallah), Vanheusden, Laifis, Gavory Cimirot (67' Emond), Mpoku , Bastien M. Carcela (78' Boljević), Avenatti, Lestienne     | 60' M. Carcela 85' Amallah                                     |
| 29 september 2019 18:00 Maurice Dufrasnestadion Luik Ref.: Bram Van Driessche Toeschouwers: 22.667   | Mpoku 90'                                           | 0 – 1 1 – 1                   | 45+1' Morioka                                       | Bodart Vojvoda (78' Amallah), Vanheusden, Laifis, Gavory Cimirot (67' Emond), Mpoku , Bastien M. Carcela (78' Boljević), Avenatti, Lestienne     | 60' M. Carcela 85' Amallah                                     |
| 6 oktober 2019 18:00 Bosuilstadion Antwerpen Ref.: Erik Lambrechts Toeschouwers: 12.978              | Antwerp                                             | 2 – 2                         | Standard                                            | Bodart Fai, Vanheusden, Laifis, Gavory Bastien, Amallah (68' Mpoku), Cimirot M. Carcela, Emond (76' Avenatti), Lestienne (83' Boljević)          | 27' Vanheusden 90' Mpoku                                       |
| 6 oktober 2019 18:00 Bosuilstadion Antwerpen Ref.: Erik Lambrechts Toeschouwers: 12.978              | Refaelov 23' (pen.) Mbokani 55'                     | 1 – 0 2 – 0 2 – 1 2 – 2       | 58' Emond 72' Emond                                 | Bodart Fai, Vanheusden, Laifis, Gavory Bastien, Amallah (68' Mpoku), Cimirot M. Carcela, Emond (76' Avenatti), Lestienne (83' Boljević)          | 27' Vanheusden 90' Mpoku                                       |
| 19 oktober 2019 18:00 Maurice Dufrasnestadion Luik Ref.: Nicolas Laforge Toeschouwers: 21.201        | Standard                                            | 1 – 0                         | Racing Genk                                         | Bodart Fai, Vanheusden , Laifis, Gavory Bastien, Amallah (72' M. Carcela), Cimirot Mpoku, Avenatti (81' Oulare), Lestienne (90+2' Vojvoda)       | 61' Cimirot 83' Oulare                                         |
| 19 oktober 2019 18:00 Maurice Dufrasnestadion Luik Ref.: Nicolas Laforge Toeschouwers: 21.201        | Bastien 84'                                         | 1 – 0                         |                                                     | Bodart Fai, Vanheusden , Laifis, Gavory Bastien, Amallah (72' M. Carcela), Cimirot Mpoku, Avenatti (81' Oulare), Lestienne (90+2' Vojvoda)       | 61' Cimirot 83' Oulare                                         |
| 27 oktober 2019 14:30 Jan Breydelstadion Brugge Ref.: Lawrence Visser Toeschouwers: 25.400           | Club Brugge                                         | 1 – 1                         | Standard                                            | Bodart Vojvoda, Vanheusden, Laifis, Gavory Bastien, Amallah (71' Boljević), Cimirot Mpoku , Oulare (61' Avenatti), Lestienne (90+2' Čop)         | 39' Gavory 90+4' Bodart                                        |
| 27 oktober 2019 14:30 Jan Breydelstadion Brugge Ref.: Lawrence Visser Toeschouwers: 25.400           | Okereke 47'                                         | 0 – 1 1 – 1                   | 5' Bastien                                          | Bodart Vojvoda, Vanheusden, Laifis, Gavory Bastien, Amallah (71' Boljević), Cimirot Mpoku , Oulare (61' Avenatti), Lestienne (90+2' Čop)         | 39' Gavory 90+4' Bodart                                        |
| 30 oktober 2019 20:30 Maurice Dufrasnestadion Luik Ref.: Nathan Verboomen Toeschouwers: 17.923       | Standard                                            | 2 – 0                         | Waasland-Beveren                                    | Bodart Vojvoda, Vanheusden, Laifis, Gavory Bastien, Cimirot, M. Carcela (90+1' J. Carcela) Mpoku , Čop (83' Oulare), Lestienne (83' Amallah)     | 90+2' Amallah                                                  |
| 30 oktober 2019 20:30 Maurice Dufrasnestadion Luik Ref.: Nathan Verboomen Toeschouwers: 17.923       | M. Carcela 3' Oulare 90+1'                          | 1 – 0 2 – 0                   |                                                     | Bodart Vojvoda, Vanheusden, Laifis, Gavory Bastien, Cimirot, M. Carcela (90+1' J. Carcela) Mpoku , Čop (83' Oulare), Lestienne (83' Amallah)     | 90+2' Amallah                                                  |
| 3 november 2019 18:00 Ghelamco Arena Gent Ref.: Lothar D'hondt Toeschouwers: 17.724                  | AA Gent                                             | 3 – 1                         | Standard                                            | Bodart Vojvoda, Vanheusden, Laifis, Gavory (46' Fai) Bastien (87' M. Carcela), Cimirot, Amallah Mpoku , Oulare (61' Emond), Lestienne            | 36' Oulare 50' Mpoku 66' Amallah 70' Vanheusden 84' Vanheusden |
| 3 november 2019 18:00 Ghelamco Arena Gent Ref.: Lothar D'hondt Toeschouwers: 17.724                  | Bezoes 48' David 85' (pen.) Castro-Montes 90'       | 0 – 1 1 – 1 2 – 1 3 – 1       | 43' Amallah                                         | Bodart Vojvoda, Vanheusden, Laifis, Gavory (46' Fai) Bastien (87' M. Carcela), Cimirot, Amallah Mpoku , Oulare (61' Emond), Lestienne            | 36' Oulare 50' Mpoku 66' Amallah 70' Vanheusden 84' Vanheusden |
| 10 november 2019 20:00 Maurice Dufrasnestadion Luik Ref.: Alexandre Boucaut Toeschouwers: 21.612     | Standard                                            | 1 – 2                         | KV Mechelen                                         | Bodart Vojvoda (71' M. Carcela), Laifis, Lavalée, Gavory Bastien, Mpoku , Cimirot Boljević (46' Emond), Oulare, Lestienne (83' Amallah)          | 90+3' Amallah                                                  |
| 10 november 2019 20:00 Maurice Dufrasnestadion Luik Ref.: Alexandre Boucaut Toeschouwers: 21.612     | Amallah 86'                                         | 0 – 1 0 – 2 1 – 2             | 15' Schoofs 65' De Camargo                          | Bodart Vojvoda (71' M. Carcela), Laifis, Lavalée, Gavory Bastien, Mpoku , Cimirot Boljević (46' Emond), Oulare, Lestienne (83' Amallah)          | 90+3' Amallah                                                  |
| Terugronde                                                                                           |                                                     |                               |                                                     | |                                                                |
| 23 november 2019 18:00 Kehrwegstadion Eupen Ref.: Christof Dierick Toeschouwers: 7.463               | KAS Eupen                                           | 1 – 2                         | Standard                                            | Bodart Vojvoda, Vanheusden, Laifis, Gavory Bastien, Mpoku , Cimirot M. Carcela (82' Avenatti), Emond (65' Oulare), Amallah (65' Lestienne)       |                                                                |
| 23 november 2019 18:00 Kehrwegstadion Eupen Ref.: Christof Dierick Toeschouwers: 7.463               | Schouterden 57'                                     | 0 – 1 1 – 1 1 – 2             | 14' Mpoku 90+3' Bastien                             | Bodart Vojvoda, Vanheusden, Laifis, Gavory Bastien, Mpoku , Cimirot M. Carcela (82' Avenatti), Emond (65' Oulare), Amallah (65' Lestienne)       |                                                                |
| 1 december 2019 18:00 Maurice Dufrasnestadion Luik Ref.: Erik Lambrechts Toeschouwers: 16.427        | Standard                                            | 2 – 1                         | Cercle Brugge                                       | Bodart Fai, Vanheusden, Laifis, Gavory Bastien, Mpoku (72' Čop), Cimirot M. Carcela (85' Emond), Oulare (65' Avenatti), Amallah                  | 51' Vanheusden                                                 |
| 1 december 2019 18:00 Maurice Dufrasnestadion Luik Ref.: Erik Lambrechts Toeschouwers: 16.427        | Amallah 28' Avenatti 90+2'                          | 1 – 0 1 – 1 2 – 1             | 75' Omolo                                           | Bodart Fai, Vanheusden, Laifis, Gavory Bastien, Mpoku (72' Čop), Cimirot M. Carcela (85' Emond), Oulare (65' Avenatti), Amallah                  | 51' Vanheusden                                                 |
| 8 december 2019 14:30 Le Canonnier Moeskroen Ref.: Jan Boterberg Toeschouwers: 6.646                 | Excel Moeskroen                                     | 2 – 2                         | Standard                                            | Bodart Vojvoda, Vanheusden, Laifis, Gavory Bastien, Amallah, Mpoku M. Carcela, Emond (79' Avenatti), Boljević (68' Lestienne)                    | 48' Mpoku 90' M. Carcela                                       |
| 8 december 2019 14:30 Le Canonnier Moeskroen Ref.: Jan Boterberg Toeschouwers: 6.646                 | Perica 44' Perica 81'                               | 0 – 1 1 – 1 2 – 1 2 – 2       | 6' Emond 90+4' Lestienne                            | Bodart Vojvoda, Vanheusden, Laifis, Gavory Bastien, Amallah, Mpoku M. Carcela, Emond (79' Avenatti), Boljević (68' Lestienne)                    | 48' Mpoku 90' M. Carcela                                       |
| 15 december 2019 14:30 Maurice Dufrasnestadion Luik Ref.: Jonathan Lardot Toeschouwers: 24.047       | Standard                                            | 1 – 1                         | Anderlecht                                          | Bodart Vojvoda, Vanheusden , Laifis, Gavory Bastien (55' Lavalée), Amallah, Cimirot Boljević, Avenatti, Lestienne (86' Čop)                      | 37' Amallah 85' Lestienne                                      |
| 15 december 2019 14:30 Maurice Dufrasnestadion Luik Ref.: Jonathan Lardot Toeschouwers: 24.047       | Amallah 40'                                         | 1 – 0 1 – 1                   | 67' Roofe                                           | Bodart Vojvoda, Vanheusden , Laifis, Gavory Bastien (55' Lavalée), Amallah, Cimirot Boljević, Avenatti, Lestienne (86' Čop)                      | 37' Amallah 85' Lestienne                                      |
| 21 december 2019 20:30 Freethielstadion Beveren Ref.: Christof Dierick Toeschouwers: 3.229           | Waasland-Beveren                                    | 2 – 1                         | Standard                                            | Bodart Fai, Laifis, Lavalée, Gavory Goreux , Mpoku, Cimirot Boljević (72' Miangue), Čop (72' Avenatti), Lestienne (89' Drăguș)                   | 21' Goreux 32' Goreux                                          |
| 21 december 2019 20:30 Freethielstadion Beveren Ref.: Christof Dierick Toeschouwers: 3.229           | Milošević 66' Sula 88'                              | 0 – 1 1 – 1 2 – 1             | 35' Lestienne                                       | Bodart Fai, Laifis, Lavalée, Gavory Goreux , Mpoku, Cimirot Boljević (72' Miangue), Čop (72' Avenatti), Lestienne (89' Drăguș)                   | 21' Goreux 32' Goreux                                          |
| 26 december 2019 20:30 Maurice Dufrasnestadion Luik Ref.: Bram Van Driessche Toeschouwers: 20.076    | Standard                                            | 0 – 1                         | AA Gent                                             | Bodart Vojvoda, Vanheusden, Laifis, Gavory Cimirot, Lavalée (87' Boljević), Mpoku M. Carcela, Lestienne, Čop (63' Avenatti)                      |                                                                |
| 26 december 2019 20:30 Maurice Dufrasnestadion Luik Ref.: Bram Van Driessche Toeschouwers: 20.076    |                                                     | 0 – 1                         | 83' Kums                                            | Bodart Vojvoda, Vanheusden, Laifis, Gavory Cimirot, Lavalée (87' Boljević), Mpoku M. Carcela, Lestienne, Čop (63' Avenatti)                      |                                                                |
| 17 januari 2020 20:30 AFAS-stadion Achter de Kazerne Mechelen Ref.: Wesley Alen Toeschouwers: 15.899 | KV Mechelen                                         | 2 – 3                         | Standard                                            | Bodart Vojvoda, Vanheusden, Laifis, Gavory Cimirot, Amallah, Bastien M. Carcela (90+3' Lavalée), Oulare (77' Avenatti), Lestienne (87' Boljević) | 21' M. Carcela 38' Oulare 43' Vojvoda 75' Cimirot              |
| 17 januari 2020 20:30 AFAS-stadion Achter de Kazerne Mechelen Ref.: Wesley Alen Toeschouwers: 15.899 | De Camargo 50' De Camargo 73'                       | 0 – 1 1 – 1 1 – 2 2 – 2 2 – 3 | 45+2' Amallah 69' Laifis 88' Avenatti               | Bodart Vojvoda, Vanheusden, Laifis, Gavory Cimirot, Amallah, Bastien M. Carcela (90+3' Lavalée), Oulare (77' Avenatti), Lestienne (87' Boljević) | 21' M. Carcela 38' Oulare 43' Vojvoda 75' Cimirot              |
| 24 januari 2020 20:30 Maurice Dufrasnestadion Luik Ref.: Jasper Vergoote Toeschouwers: 16.581        | Standard                                            | 2 – 1                         | KV Oostende                                         | Bodart Vojvoda, Vanheusden, Laifis, Gavory Cimirot, Amallah, Bastien (61' Avenatti) M. Carcela , Oulare (83' Čop), Lestienne (73' Boljević)      |                                                                |
| 24 januari 2020 20:30 Maurice Dufrasnestadion Luik Ref.: Jasper Vergoote Toeschouwers: 16.581        | Vojvoda 79' Laifis 89'                              | 0 – 1 1 – 1 2 – 1             | 54' Bataille                                        | Bodart Vojvoda, Vanheusden, Laifis, Gavory Cimirot, Amallah, Bastien (61' Avenatti) M. Carcela , Oulare (83' Čop), Lestienne (73' Boljević)      |                                                                |
| 31 januari 2020 20:30 Guldensporenstadion Kortrijk Ref.: Lothar D'hondt Toeschouwers: 6.151          | KV Kortrijk                                         | 3 – 1                         | Standard                                            | Bodart Vojvoda, Vanheusden , Laifis, Gavory Cimirot, Amallah, Shamir Boljević (63' M. Carcela), Avenatti (62' Oulare), Lestienne (80' Čop)       |                                                                |
| 31 januari 2020 20:30 Guldensporenstadion Kortrijk Ref.: Lothar D'hondt Toeschouwers: 6.151          | De Sart 52' Shamir 55' (e.d.) Moffi 70'             | 1 – 0 2 – 0 2 – 1 3 – 1       | 67' M. Carcela                                      | Bodart Vojvoda, Vanheusden , Laifis, Gavory Cimirot, Amallah, Shamir Boljević (63' M. Carcela), Avenatti (62' Oulare), Lestienne (80' Čop)       |                                                                |
| 12 februari 2020(1) 20:30 Maurice Dufrasnestadion Luik Ref.: Lawrence Visser Toeschouwers: 20.678    | Standard                                            | 0 – 0                         | Club Brugge                                         | Bodart Vojvoda, Vanheusden, Laifis, Gavory Raskin (66' Lestienne), Cimirot, Bastien M. Carcela , Oulare (90+2' Avenatti), Amallah                | 53' Oulare 64' Amallah                                         |
| 12 februari 2020(1) 20:30 Maurice Dufrasnestadion Luik Ref.: Lawrence Visser Toeschouwers: 20.678    |                                                     |                               |                                                     | Bodart Vojvoda, Vanheusden, Laifis, Gavory Raskin (66' Lestienne), Cimirot, Bastien M. Carcela , Oulare (90+2' Avenatti), Amallah                | 53' Oulare 64' Amallah                                         |
| 16 februari 2020 18:00 Luminus Arena Genk Ref.: Nicolas Laforge Toeschouwers: 20.108                 | Racing Genk                                         | 1 – 3                         | Standard                                            | Bodart Vojvoda, Vanheusden, Laifis, Gavory Cimirot, Amallah (68' Raskin), Bastien Lestienne, Čop (88' Miangue), M. Carcela (82' Boljević)        | 34' Laifis 37' Cimirot                                         |
| 16 februari 2020 18:00 Luminus Arena Genk Ref.: Nicolas Laforge Toeschouwers: 20.108                 | Dewaest 84'                                         | 0 – 1 0 – 2 1 – 2 1 – 3       | 31' Vanheusden 42' Čop 90+2' Boljević               | Bodart Vojvoda, Vanheusden, Laifis, Gavory Cimirot, Amallah (68' Raskin), Bastien Lestienne, Čop (88' Miangue), M. Carcela (82' Boljević)        | 34' Laifis 37' Cimirot                                         |
| 22 februari 2020 18:00 Maurice Dufrasnestadion Luik Ref.: Nathan Verboomen Toeschouwers: 21.394      | Standard                                            | 1 – 0                         | Antwerp                                             | Bodart Vojvoda, Vanheusden, Laifis, Gavory Cimirot, Amallah (85' Miangue), Bastien Lestienne (90+3' Boljević), Oulare (75' Avenatti), M. Carcela | 38' Amallah                                                    |
| 22 februari 2020 18:00 Maurice Dufrasnestadion Luik Ref.: Nathan Verboomen Toeschouwers: 21.394      | Oulare 33'                                          | 1 – 0                         |                                                     | Bodart Vojvoda, Vanheusden, Laifis, Gavory Cimirot, Amallah (85' Miangue), Bastien Lestienne (90+3' Boljević), Oulare (75' Avenatti), M. Carcela | 38' Amallah                                                    |
| 1 maart 2020 18:00 Stade du Pays de Charleroi Charleroi Ref.: Alexandre Boucaut Toeschouwers: 13.304 | Sporting Charleroi                                  | 2 – 0                         | Standard                                            | Bodart Vojvoda (86' Shamir), Vanheusden, Laifis, Gavory Cimirot, Amallah (64' Avenatti), Bastien Lestienne, Oulare, M. Carcela (72' Boljević)    | 31' Laifis 67' Vojvoda 90+1' Vanheusden                        |
| 1 maart 2020 18:00 Stade du Pays de Charleroi Charleroi Ref.: Alexandre Boucaut Toeschouwers: 13.304 | Dessoleil 32' Nicholson 56'                         | 1 – 0 2 – 0                   |                                                     | Bodart Vojvoda (86' Shamir), Vanheusden, Laifis, Gavory Cimirot, Amallah (64' Avenatti), Bastien Lestienne, Oulare, M. Carcela (72' Boljević)    | 31' Laifis 67' Vojvoda 90+1' Vanheusden                        |
| 7 maart 2020 20:00 Maurice Dufrasnestadion Luik Ref.: Christof Dierick Toeschouwers: 16.544          | Standard                                            | 0 – 0                         | STVV                                                | Bodart Vojvoda, Vanheusden, Laifis, Gavory Cimirot, Shamir, Bastien Lestienne (78' Miangue), Čop (64' Oulare), M. Carcela (77' Amallah)          | 39' Vanheusden                                                 |
| 7 maart 2020 20:00 Maurice Dufrasnestadion Luik Ref.: Christof Dierick Toeschouwers: 16.544          |                                                     |                               |                                                     | Bodart Vojvoda, Vanheusden, Laifis, Gavory Cimirot, Shamir, Bastien Lestienne (78' Miangue), Čop (64' Oulare), M. Carcela (77' Amallah)          | 39' Vanheusden                                                 |
| 2020(2) 18:00 Regenboogstadion Waregem Ref.: Bert Put Toeschouwers:                                  | Zulte Waregem                                       | –                             | Standard                                            | |                                                                |
| 2020(2) 18:00 Regenboogstadion Waregem Ref.: Bert Put Toeschouwers:                                  |                                                     |                               |                                                     | |                                                                |

(1): Deze wedstrijd stond oorspronkelijk gepland op 9 februari, maar werd uitgesteld omwille van Storm Ciara.

(2): Deze wedstrijd stond oorspronkelijk gepland op 15 maart, maar werd uitgesteld omwille van de uitbraak van het Coronavirus in België. Op 15 mei werd beslist dat het seizoen definitief wordt stopgezet.

#### Overzicht
| Speeldag  | 1 | 2 | 3 | 4 | 5  | 6  | 7  | 8  | 9  | 10 | 11 | 12 | 13 | 14 | 15 | 16 | 17 | 18 | 19 | 20 | 21 | 22 | 23 | 24 | 25 | 26 | 27 | 28 | 29 |
| --------- | - | - | - | - | -- | -- | -- | -- | -- | -- | -- | -- | -- | -- | -- | -- | -- | -- | -- | -- | -- | -- | -- | -- | -- | -- | -- | -- | -- |
| Resultaat | w | w | v | w | w  | v  | w  | w  | g  | g  | w  | g  | w  | v  | v  | w  | w  | g  | g  | v  | v  | w  | w  | v  | g  | w  | w  | v  | g  |
| Punten    | 3 | 6 | 6 | 9 | 12 | 12 | 15 | 18 | 19 | 20 | 23 | 24 | 27 | 27 | 27 | 30 | 33 | 34 | 35 | 35 | 35 | 38 | 41 | 41 | 42 | 45 | 48 | 48 | 49 |
| Positie   | 4 | 3 | 5 | 3 | 1  | 1  | 1  | 1  | 2  | 2  | 2  | 2  | 2  | 2  | 3  | 2  | 2  | 3  | 4  | 5  | 5  | 5  | 5  | 5  | 5  | 5  | 3  | 5  | 5  |

#### Klassement
| Pos | Team               | Wed | W  | G  | V  | Ptn | DV | DT | +/− |                                       |
| --- | ------------------ | --- | -- | -- | -- | --- | -- | -- | --- | ------------------------------------- |
| 1   | Club Brugge        | 29  | 21 | 7  | 1  | 70  | 58 | 14 | +44 | Kampioen, Groepsfase Champions League |
| 2   | KAA Gent           | 29  | 16 | 7  | 6  | 55  | 59 | 34 | +25 | Voorrondes Champions League           |
| 3   | Sporting Charleroi | 29  | 15 | 9  | 5  | 54  | 49 | 23 | +26 | Voorrondes Europa League              |
| 4   | Antwerp FC         | 29  | 15 | 8  | 6  | 53  | 49 | 32 | +17 | Groepsfase Europa League              |
| 5   | Standard Luik      | 29  | 14 | 7  | 8  | 49  | 47 | 32 | +15 | Voorrondes Europa League              |
| 6   | KV Mechelen        | 29  | 13 | 5  | 11 | 44  | 46 | 43 | +3  |                                       |
| 7   | KRC Genk           | 29  | 13 | 5  | 11 | 44  | 45 | 42 | +3  |                                       |
| 8   | RSC Anderlecht     | 29  | 11 | 10 | 8  | 43  | 45 | 29 | +16 |                                       |
| 9   | SV Zulte Waregem   | 29  | 10 | 6  | 13 | 36  | 41 | 49 | −8  |                                       |
| 10  | Excel Moeskroen    | 29  | 9  | 9  | 11 | 36  | 38 | 40 | −2  |                                       |
| 11  | KV Kortrijk        | 29  | 9  | 6  | 14 | 33  | 40 | 44 | −4  |                                       |
| 12  | STVV               | 29  | 9  | 6  | 14 | 33  | 33 | 50 | −17 |                                       |
| 13  | KAS Eupen          | 29  | 8  | 6  | 15 | 30  | 28 | 51 | −23 |                                       |
| 14  | Cercle Brugge      | 29  | 7  | 2  | 20 | 23  | 27 | 54 | −27 |                                       |
| 15  | KV Oostende        | 29  | 6  | 4  | 19 | 22  | 29 | 58 | −29 |                                       |
| 16  | Waasland-Beveren   | 29  | 5  | 5  | 19 | 20  | 21 | 60 | −39 |                                       |

## Beker van België
| Beker van België                                                                               |                              |                         |                                    | |                                           |
| Wedstrijddetails                                                                               | Thuisploeg                   | Uitslag                 | Uitploeg                           | Opstelling | Kaarten                                   |
| 1/16e finale                                                                                   |                              |                         |                                    | |                                           |
| 26 september 2019 20:30 Maurice Dufrasnestadion Luik Ref.: Kevin Van Damme Toeschouwers:       | Standard Luik                | 2 – 1                   | Lommel SK (1B)                     | Bodart Vojvoda, Bokadi (47' Vanheusden), Laifis, Fai M. Carcela, Cimirot, Amallah (76' Lestienne) Mpoku, Emond (87' Avenatti), Boljević | 51' M. Carcela 84' Laifis                 |
| 26 september 2019 20:30 Maurice Dufrasnestadion Luik Ref.: Kevin Van Damme Toeschouwers:       | Boljević 17' Boljević 90+2'  | 1 – 0 1 – 1 2 – 1       | 54' Sanyang                        | Bodart Vojvoda, Bokadi (47' Vanheusden), Laifis, Fai M. Carcela, Cimirot, Amallah (76' Lestienne) Mpoku, Emond (87' Avenatti), Boljević | 51' M. Carcela 84' Laifis                 |
| Achtste finale                                                                                 |                              |                         |                                    | |                                           |
| 4 december 2019 20:00 Maurice Dufrasnestadion Luik Ref.: Bert Put Toeschouwers: 30.023         | Standard Luik                | 3 – 0                   | US Rebecquoise (2Am)               | Bodart Fai, Vanheusden, Lavalée, Miangue Goreux, Mpoku (72' Drăguș), Cimirot (84' Raskin) Boljević (88' M. Carcela), Avenatti, Čop      | 57' Miangue 65' Goreux                    |
| 4 december 2019 20:00 Maurice Dufrasnestadion Luik Ref.: Bert Put Toeschouwers: 30.023         | Boljević 26' Čop 61' Fai 68' | 1 – 0 2 – 0 3 – 0       |                                    | Bodart Fai, Vanheusden, Lavalée, Miangue Goreux, Mpoku (72' Drăguș), Cimirot (84' Raskin) Boljević (88' M. Carcela), Avenatti, Čop      | 57' Miangue 65' Goreux                    |
| Kwartfinale                                                                                    |                              |                         |                                    | |                                           |
| 18 december 2019 20:45 Maurice Dufrasnestadion Luik Ref.: Erik Lambrechts Toeschouwers: 12.000 | Standard Luik                | 1 – 3                   | Antwerp                            | Bodart Vojvoda (83' Drăguș), Vanheusden, Lavalée, Gavory Mpoku , Amallah (42' Čop), Cimirot Boljević, Avenatti, Lestienne               | 37' Lestienne 84' Boljević 90+5' Boljević |
| 18 december 2019 20:45 Maurice Dufrasnestadion Luik Ref.: Erik Lambrechts Toeschouwers: 12.000 | Lestienne 23'                | 1 – 0 1 – 1 1 – 2 1 – 3 | 65' De Laet 67' Benson 85' Mbokani | Bodart Vojvoda (83' Drăguș), Vanheusden, Lavalée, Gavory Mpoku , Amallah (42' Čop), Cimirot Boljević, Avenatti, Lestienne               | 37' Lestienne 84' Boljević 90+5' Boljević |

## Europees

### UEFA Europa League

#### Groepsfase
| UEFA Europa League                                                                                    |                                                        |                         |                        | |                                                 |
| Wedstrijddetails                                                                                      | Thuisploeg                                             | Uitslag                 | Uitploeg               | Opstelling | Kaarten                                         |
| Heenronde                                                                                             |                                                        |                         |                        | |                                                 |
| 19 september 2019 18:55 Maurice Dufrasnestadion Luik Ref.: Sergej Ivanov Toeschouwers: 13.477         | Standard                                               | 2 – 0                   | Vitória SC             | Milinković-Savić Vojvoda, Bokadi, Laifis, Gavory Cimirot, Mpoku, Bastien Limbombe (82' Vanheusden), Emond (69' Avenatti), M. Carcela (86' Boljević)    | 62' M. Carcela 76' Vojvoda                      |
| 19 september 2019 18:55 Maurice Dufrasnestadion Luik Ref.: Sergej Ivanov Toeschouwers: 13.477         | Hanin 67' (e.d.) Mpoku 90+2'                           | 1 – 0 2 – 0             |                        | Milinković-Savić Vojvoda, Bokadi, Laifis, Gavory Cimirot, Mpoku, Bastien Limbombe (82' Vanheusden), Emond (69' Avenatti), M. Carcela (86' Boljević)    | 62' M. Carcela 76' Vojvoda                      |
| 3 oktober 2019 21:00 Emirates Stadium Londen Ref.: Sandro Schärer Toeschouwers: 58.725                | Arsenal                                                | 4 – 0                   | Standard               | Milinković-Savić Vojvoda, Vanheusden, Laifis, Gavory Cimirot, Mpoku , Bastien Boljević (60' M. Carcela), Emond (74' Avenatti), Lestienne (80' Amallah) | 42' Mpoku 87' Vojvoda                           |
| 3 oktober 2019 21:00 Emirates Stadium Londen Ref.: Sandro Schärer Toeschouwers: 58.725                | Martinelli 14' Martinelli 17' Willock 23' Ceballos 58' | 1 – 0 2 – 0 3 – 0 4 – 0 |                        | Milinković-Savić Vojvoda, Vanheusden, Laifis, Gavory Cimirot, Mpoku , Bastien Boljević (60' M. Carcela), Emond (74' Avenatti), Lestienne (80' Amallah) | 42' Mpoku 87' Vojvoda                           |
| 24 oktober 2019 21:00 Commerzbank-Arena Frankfurt am Main Ref.: Daniel Stefański Toeschouwers: 47.000 | Eintracht Frankfurt                                    | 2 – 1                   | Standard               | Milinković-Savić Fai (86' Mpoku), Lavalée, Laifis, Gavory Cimirot, Boljević, Bastien M. Carcela (76' Oulare), Čop (73' Lestienne), Amallah             | 83' Fai                                         |
| 24 oktober 2019 21:00 Commerzbank-Arena Frankfurt am Main Ref.: Daniel Stefański Toeschouwers: 47.000 | Abraham 28' Hinteregger 73'                            | 1 – 0 2 – 0 2 – 1       | 82' Amallah            | Milinković-Savić Fai (86' Mpoku), Lavalée, Laifis, Gavory Cimirot, Boljević, Bastien M. Carcela (76' Oulare), Čop (73' Lestienne), Amallah             | 83' Fai                                         |
| Terugronde                                                                                            |                                                        |                         |                        | |                                                 |
| 7 november 2019 18:55 Maurice Dufrasnestadion Luik Ref.: Matej Jug Toeschouwers: 15.952               | Standard                                               | 2 – 1                   | Eintracht Frankfurt    | Bodart Fai, Vanheusden, Laifis, Gavory Cimirot, Bastien, Amallah (74' Mpoku) M. Carcela (82' Lestienne), Čop (82' Oulare), Emond                       | 54' Amallah 64' Laifis 71' Cimirot 88' Emond    |
| 7 november 2019 18:55 Maurice Dufrasnestadion Luik Ref.: Matej Jug Toeschouwers: 15.952               | Vanheusden 56' Lestienne 90+4'                         | 1 – 0 1 – 1 2 – 1       | 65' Kostić             | Bodart Fai, Vanheusden, Laifis, Gavory Cimirot, Bastien, Amallah (74' Mpoku) M. Carcela (82' Lestienne), Čop (82' Oulare), Emond                       | 54' Amallah 64' Laifis 71' Cimirot 88' Emond    |
| 28 november 2019 21:00 Estádio D. Afonso Henriques Guimarães Ref.: Sergiej Bojko Toeschouwers: 11.221 | Vitória SC                                             | 1 – 1                   | Standard               | Bodart Vojvoda, Laifis, Vanheusden, Gavory Bastien, Cimirot, Mpoku (83' Čop) M. Carcela, Emond (70' Oulare), Lestienne (72' Amallah)                   | 43' Bastien 53' Mpoku 65' Laifis 85' Vanheusden |
| 28 november 2019 21:00 Estádio D. Afonso Henriques Guimarães Ref.: Sergiej Bojko Toeschouwers: 11.221 | Pereira 45+2'                                          | 0 – 1 1 – 1             | 40' (pen.) Lestienne   | Bodart Vojvoda, Laifis, Vanheusden, Gavory Bastien, Cimirot, Mpoku (83' Čop) M. Carcela, Emond (70' Oulare), Lestienne (72' Amallah)                   | 43' Bastien 53' Mpoku 65' Laifis 85' Vanheusden |
| 12 december 2019 18:55 Maurice Dufrasnestadion Luik Ref.: Andreas Ekberg Toeschouwers: 21.797         | Standard                                               | 2 – 2                   | Arsenal                | Bodart Fai, Laifis, Vanheusden, Gavory Bastien, Cimirot, Mpoku M. Carcela, Emond (46' Avenatti), Amallah (86' Lestienne)                               |                                                 |
| 12 december 2019 18:55 Maurice Dufrasnestadion Luik Ref.: Andreas Ekberg Toeschouwers: 21.797         | Bastien 47' Amallah 69'                                | 1 – 0 2 – 0 2 – 1 2 – 2 | 78' Lacazette 81' Saka | Bodart Fai, Laifis, Vanheusden, Gavory Bastien, Cimirot, Mpoku M. Carcela, Emond (46' Avenatti), Amallah (86' Lestienne)                               |                                                 |

Groep F
| #  | Club                | GS | W | G | V | DV | DT | DS | PTN |
| -- | ------------------- | -- | - | - | - | -- | -- | -- | --- |
| 1. | Arsenal             | 6  | 3 | 2 | 1 | 14 | 7  | +7 | 11  |
| 2. | Eintracht Frankfurt | 6  | 3 | 0 | 3 | 8  | 10 | -2 | 9   |
| 3. | Standard Luik       | 6  | 2 | 2 | 2 | 8  | 10 | -2 | 8   |
| 4. | Vitória SC          | 6  | 1 | 2 | 3 | 7  | 10 | -3 | 5   |